# Take Me Apart
Take Me Apart je první studiové album americké zpěvačky Kelely. Vydáno bylo v říjnu roku 2017 společností Warp Records a na jeho produkci se podílela řada osob, mezi něž patří například Ariel Rechtshaid, Mocky a Arca. Nahráno bylo v Burbank a v Londýně. Název alba byl oznámen 14. července 2017, zatímco jeho obal byl zveřejněn 31. července toho roku. Dostalo se mu pozitivního přijetí od kritiků. V hitparádě Billboard 200 se umístilo na 128. příčce. Řada periodik (včetně Billboard, Entertainment Weekly a Pitchfork Media) jej zařadila do žebříčků nejlepších alb roku. Roku 2018 bylo vydáno album Take Me a Part, the Remixes obsahující remixy písní z této desky.

## Seznam skladeb
1. Frontline (Kelela, Jeremiah Raisen, Sam Dew, Will Boston) – 5:39
2. Waitin (Kelela, Mocky, Dean Bein) – 3:15
3. Take Me Apart (Kelela, Mocky, Al Shux, Boots) – 4:02
4. Enough (Kelela, Mocky) – 5:09
5. Jupiter (Kelela, Romy Madley Croft) – 2:05
6. Better (Kelela, Mocky, Croft) – 4:26
7. LMK (Kelela, Jeremiah Raisen, Asma Maroof) – 3:38
8. Truth or Dare (Talay Riley, Kelela, Maroof, Boston) – 4:12
9. S.O.S. (Kelela) – 2:22
10. Blue Light (Kelela, Dew, Bok Bok, Maroof, Nia Andrews) – 3:36
11. Onanon (Kelela, Arca, Jay Prince) – 4:31
12. Turn to Dust (Kelela, Arca, Croft, Jam City) – 4:29
13. Bluff (Kelela, Boston) – 1:12
14. Altadena (Kelela, Mocky, Boston, Sabina Sciubba) – 5:10